# 群众动员
群众动员（也称为社会动员或民众动员）是指作为争议性政治的一部分而动员平民。群众动员是通过面对面交流，在国家和地方层面吸引广泛合作伙伴和盟友，以提高对特定发展目标的认知与需求。机构、社区网络、公民和宗教团体等成员以协调的方式工作，与特定人群进行对话，传达有计划的信息。换句话说，社会动员寻求通过一系列参与相互关联和互补努力的参与者来促进变革。
该过程通常采取大型公众集会的形式，例如群众集会、游行和示威。这些集会通常是抗议行动的一部分。群众动员通常被基层社会运动（包括革命运动）使用，但也可以成为精英和国家本身的工具。
埃里卡·切诺韦斯 (Erica Chenoweth) 对 200 多场暴力革命和 100 多场非暴力运动进行了研究，结果表明，公民抗命是影响公共政策的最有力方式。研究发现，只要有大约 3.5% 的人口积极参与，就能确保政治发生重大变化。活动家兼研究员凯尔·R·马修斯 (Kyle R Matthews) 质疑这些与政权更迭有关的发现是否适用于其他类型的运动，例如“反抗灭绝”。

## 群众动员的大规模动员
社会运动是因特定社会或政治问题而组织的集体行动，旨在引发变革或提升公众意识。 不同的社会运动试图让公众和政客意识到不同的社会问题。对于社会运动来说，解决集体行动问题很重要。当社会运动为了整个社会的利益而抗议时，个人更容易不去抗议。个人会从结果中受益，但不会因为参加抗议而承担任何风险，这种现象称为搭便车问题，即个人期待从集体行动中受益而不愿承担参与的成本。社会运动必须说服人们加入运动来解决这个问题。

### 实例
反对美国参与越南战争。在越南战争期间，反战社会运动由学生和退伍军人组成，他们质疑战争的正当性，要求美国撤军。为应对这些抗议，尼克松总统呼吁支持战争的‘沉默的大多数’组织反抗议活动。
黄背心运动是一场起源于巴黎的社会运动。抗议活动始于总统埃马纽埃尔·马克龙宣布提高燃油税，抗议者认为这是对工人阶级的征税，他们觉得工人阶级是必须开车上班的农村人。起初，这场运动取得了成功。很多人加入了运动，大多数人都支持它。随着时间推移，部分抗议者诉诸暴力，导致民众支持度下降，运动内部出现分裂。

## 政府群众动员
政府可以推动群众动员，以支持其倡导的事业。许多政府都试图动员民众参加选举和其他投票活动。特别是，对于任何国家的政党来说，动员选民以获得对其政党的支持都很重要，这会影响总体投票率。

### 实例
纳粹德国运用群众动员手段来赢得对其政策的支持。纳粹党通过群众集会、游行和其他集会动员民众。这些活动激发了人们的情绪。
朝鲜经常使用群众动员手段说服人民在重要事件和节日期间公开表达忠诚。动员还用于为建筑、农业工作、保持公共场所清洁和紧急救灾等任务招募劳动力。群众动员还用于获取硬通货。参加动员活动是强制性的，未能出席可能会受到处罚。然而，对于某些人来说，可以通过贿赂来逃避义务。

## 群众动员在社交媒体中的使用
社交媒体对群众动员的影响既有积极的一面，也有消极的一面。网络乐观主义者认为，社交媒体使抗议活动更容易组织起来。政治思想在社交媒体上传播迅速，每个人都可以参与在线政治行动。鲁伊格鲁克指出了互联网有助于在独裁政权下动员民众的四种机制。
- 这降低了反对派的风险。在网上积极参与政治活动的风险比在街头活动的风险要小。反对派可以在网上开会并组织抗议活动，而不必在实体场所会面。
- 它可以改变公民的态度。当独立于政府的新闻可以在网上传播时，人们将对政府有一个更诚实的印象。从长远来看，即使是对生活感到满意的人也会变得政治活跃，并被动员起来抗议政权。
- 它减少了个人的不确定性。当人们看到很多人会参加抗议时，他们更倾向于加入。当抗议人数众多时，受到惩罚的风险较低。
- 戏剧性的视频和图片如果在网上分享，就会被更多人看到。看到这些图片的人更倾向于加入抗议活动。

网络悲观主义者指出了这些在线行动的影响。通过点赞或分享政治帖子，有人可能会认为他们在政治上很活跃，但他们实际上并没有做任何有效的事情。这种无用的激进主义或懒人行动主义对社会运动的总体目标没有贡献，不仅如此它还增加了集体行动问题。有人可能认为他们已经为这一事业做出了贡献，因此他们不太可能去参加实际的抗议活动。
国家也使用社交媒体来监督社会。威权国家使用社交媒体来追踪和惩罚活动家和政治对手。 国家主导的互联网提供商可以利用垄断地位向特工部门提供有关互联网行为的信息，当然如果政府面临大规模动员，这些提供商还可以关闭互联网，就像阿拉伯之春中发生的那样。
为了在当局视线之外组织起来，人们使用加密的在线消息服务，如 WhatsApp 或 Telegram，当然虚拟专用网络也可以使用。

#### 阿拉伯之春
阿拉伯之春是阿拉伯世界自 2010年12月18日开始的示威抗议革命浪潮。 突尼斯、埃及、利比亚和也门的统治者被迫下台；巴林和叙利亚爆发了国内起义；阿尔及利亚、伊拉克、约旦、科威特、摩洛哥和阿曼爆发了大规模抗议活动；黎巴嫩、毛里塔尼亚、沙特阿拉伯和西撒哈拉也发生了小规模抗议活动。 2011-05 在以色列边境发生的冲突以及伊朗胡齐斯坦省阿拉伯少数民族的抗议活动也是受该地区 "阿拉伯之春 "的启发。
面对国家的镇压企图和互联网审查制度，这些抗议活动分享了主要是公民抵抗的技巧，其中包括罢工、示威、游行、集会等持续运动，以及使用社交媒体来组织、沟通和提高认识。

## 非暴力与暴力策略
多纳泰拉-德拉波尔塔和西德尼-塔罗认为，在集体行动周期的衰退阶段产生暴力的机制是社会运动不同部门之间竞争的结果。他们共同形成了一种理论，即随着群众动员的逐渐结束，政治暴力的规模和强度都会上升。

### 实例

#### 意大利
西德尼-塔罗在研究 1965 年至 1975 年间意大利发生的群众抗议浪潮时指出，"在周期的最后阶段，蓄意对他人使用暴力的情况有所增加。但这种增加是群众抗议减少的结果，而不是群众抗议扩大的结果。事实上，直到 1972 年至 1933 年，当所有其他形式的集体行动都已衰退时，蓄意针对他人的暴力行为才变得普遍起来"。“所有这些使他有力地得出结论：“有组织的暴力是解散的产物。”多纳泰拉-德拉波尔塔在对 1960 年至 1990 年间意大利和德国的政治暴力和抗议周期进行比较分析时坚持认为，“当群众动员减少时，运动又回到了更多的制度性集体行动形式，而小团体则诉诸于更有组织的暴力形式”。

#### 苏联
马克-R-贝辛格（Mark R. Beissinger）在其关于 1987 年至 1992 年期间苏联抗议和民族主义暴力周期的研究中也发现了这种模式，但在这种情况下，暴力的形式是种族社区冲突而非恐怖主义。正如他所说，“苏联暴力的兴起在很大程度上与争夺共和国间边界的非暴力动员的衰落有关”。

#### 俄罗斯
19 世纪 70 年代，“民粹主义者 ”或 “虚无主义者”（无政府主义的俄国变种）组织了所谓的 “人民朝圣 ”活动，由城市小资产阶级知识分子组成的小团体深入小村庄，向农民宣传革命的必要性。然而，他们的努力在农民中收效甚微，正是在这一惨痛经历之后，他们做出了采取恐怖主义策略的重大决定。